# Tune IF Fodbold
Tune IF (eller Tune IF Fodbold) er en dansk fodboldklub beliggende i Tune ved Roskilde. Klubben blev stiftet i 1924. Klubben spiller i Sjællandsserien.
Frem Tune IF spiller til dagligt Tune Stadion.
Tune IF Fodbold er en underafdeling af Tune Idrætsforening som omfatter mange forskellige sportsgrene.